# 高台 (容器)
高台（こうだい）とは、茶碗の胴や腰をのせている円い輪の全体であり、容器を卓上ないし台上に乗せた際、卓や台に接する足の部分のこと。卓上もしくは台上での安定を主目的としている。

## 概要
高台には、円い輪を別につくっておき、あとで本体につけた「ツケ高台」と、本体の土をヘラで削ってつくった「ケズリ高台」（「ケズリダシ高台」）、内部を削らず十文字に割る「割高台」がある。
また、一種の装飾として、高台の輪の一部をかきとったものがあり、それは「切り高台」と呼ばれている。
水挽きしたあと切り離すときに糸切りの跡を指して「糸尻（いとじり）」や「糸底（いとぞこ）」などというが、高台の意味にも使われる。高台は、畳に接する部分なので「畳みつき」「畳みつけ」などとも呼ばれる。
一般家庭で包丁の切れが悪くなった時に砥石が手元にない場合、糸尻で包丁を研ぐ場合がある。

## 種類
- 輪高台：同心円の輪状になった最も一般的なもの。蛇の目高台、一重高台などともいう。
- 二重高台：畳付部分に溝が入り二重になったもの。
- 兜巾高台：高台の中央部が突き出した兜の先端に似たもの。
- 竹節高台：削りだして竹の節状にしたもの。井戸茶碗など高麗物に多い。
- 三日月高台：高台の厚さが均等でなく、片方は厚くもう片方が薄い三日月形のもの。片薄高台ともいう。
- 撥高台：三味線の撥に似る。付け根から畳付けにかけて太く広がるもの。
- 巴高台：内部に巴状の渦を箆でとったもの。
- 釘彫高台：釘で彫ったような線刻模様があるもの。伊羅保茶碗などに多い。
- 四方高台：四方形のもの。
- 碁笥底：角の無い上げ底で、碁笥（囲碁で碁石を入れる容器）の底のようなもの。
- 割高台:十文字や数箇所削りだしたもの。
- 碁笥底:削りだした部分はなく、碁笥（碁石の容器）の底のような形をしているもの。